# Власть

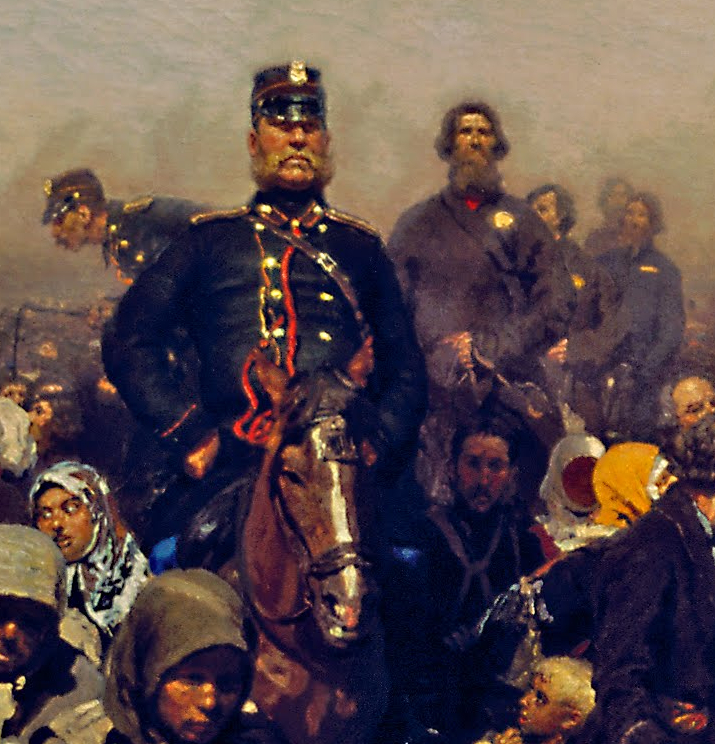
Фрагмент картины «Крестный ход в Курской губернии» Ильи Репина (1880—1883).

Власть — возможность навязать свою волю другим людям, даже вопреки их сопротивлению.
Суть власти не зависит от того, на чём основана такая возможность. Власть может базироваться на различных методах: демократических и авторитарных, честных и нечестных, насилии и мести, обмане, провокациях, вымогательстве, стимулировании, обещаниях и так далее. Считается, что власть появилась с возникновением человеческого общества и будет в той или иной форме всегда сопутствовать его развитию. Она необходима для организации общественного производства, которое требует подчинения всех участников единой воле, а также для регулирования других взаимоотношений между людьми в обществе. Специфической разновидностью является политическая власть — способность определённой социальной группы или класса осуществлять свою волю, оказывать воздействие на деятельность других социальных групп или классов. Своя специфика есть у власти в контексте международных отношений. В отличие от иных видов власти (семейной, общественной и другой), политическая власть оказывает своё влияние на большие группы людей, использует в этих целях специально созданный аппарат и специфические средства. Наиболее сильным элементом политической власти является государство и система государственных органов, реализующих государственную власть. Власть выступает как объектом, так и предметом сразу нескольких академических дисциплин: политологии, политической философии, философии власти, социологии власти, психологии власти, теории государства и права.

## Теория общественного договора
Наиболее яркими представителями концепций власти, получивших обобщённое название «теория общественного договора», являются Томас Гоббс (1588—1679), Джон Локк (1632—1704), Ж.-Ж. Руссо (1712—1788).
Согласно Т. Гоббсу, государство возникло на основе общественного договора из естественного догосударственного существования, когда люди жили разобщённо и находились в состоянии «войны всех против всех». Государство было учреждено для обеспечения всеобщего мира и безопасности. В результате общественного договора на государя были перенесены права отдельных граждан, добровольно ограничивших свою свободу. На государя была возложена функция охраны мира и благоденствия. Благо народа — высший закон государства. Забота о мире — основа естественного права, созданного общественным договором.
Дж. Локк рисует неизбежность государственной власти с позиции теории естественного права и «общественного договора». Правительству передаётся только некоторая часть «естественных прав» ради эффективной защиты всех остальных — свободы слова, веры и прежде всего собственности. Законодательная власть должна быть отделена от исполнительной (включая судебную) и «федеративной» (внешних сношений). Причём само правительство должно подчиняться закону. Народ остаётся безусловным сувереном и имеет право не поддерживать и даже ниспровергать безответственное правительство.
Ж.-Ж. Руссо определял общественный договор как исторически необходимое состояние человечества, осуществляющего народный суверенитет и фактическое равенство путём подчинения общей воле, которая выражает объективные интересы народа. Основной принцип политической системы состоит в реализации прямой демократии через республиканское государство, управляемое системой законов, принятых собранием всех граждан.

## Источники власти

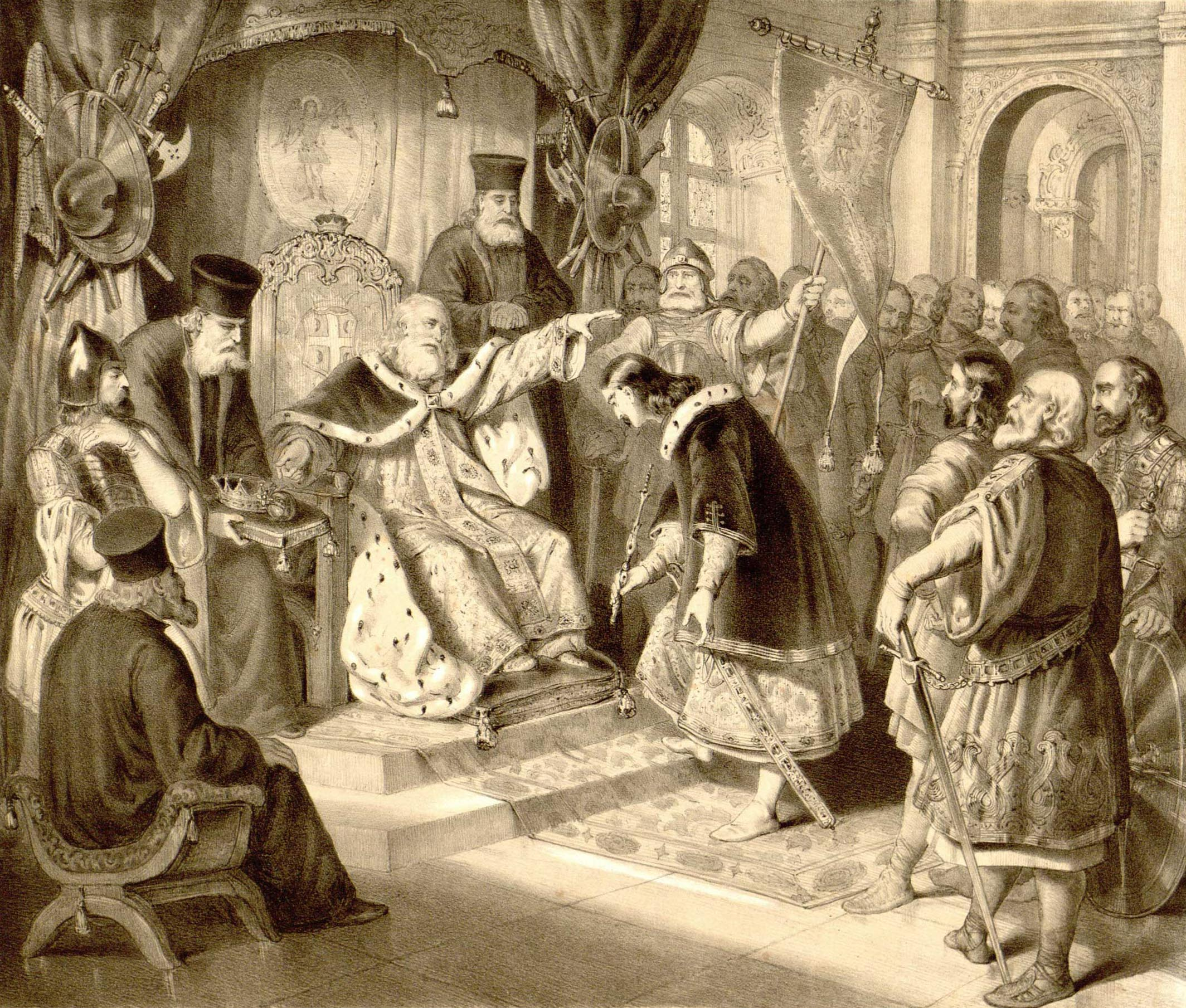
Сербский великий жупан Стефан Неманя передаёт власть сыну Стефану. Литография Анастаса Йовановича

## Борьба за власть

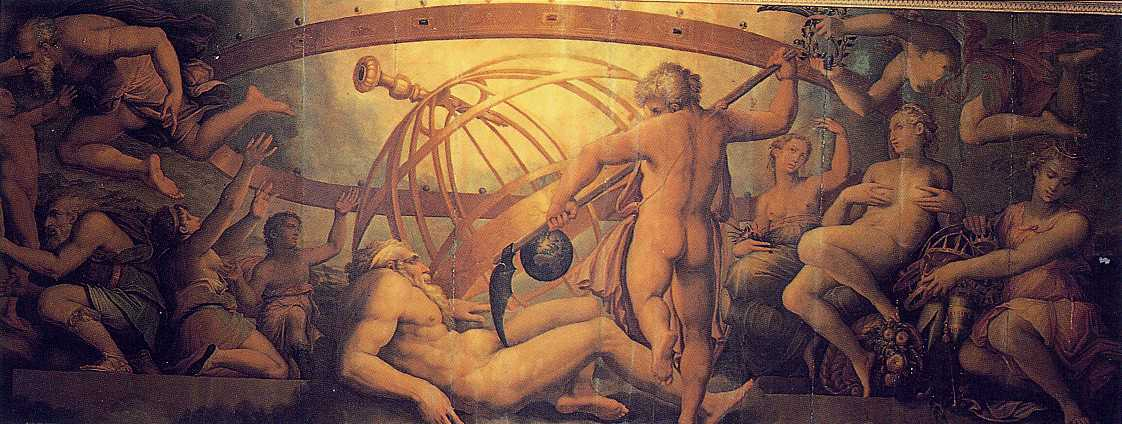
Оскопление Урана Кроном. Джорджо Вазари и Жерарди Христофано, XVI в.